# Ельвіо Ромеро
Ельвіо Ромеро (1926 — 2004) — парагвайський поет. Започаткував десятиліття 1940-х і 1950-х в історії парагвайської поезії.

## Раннє життя
Ельвіо Ромеро народився в Єґросі, Парагвай у 1926.
У ранньому віці приєднався до гурту митців Hérib Campos Cervera, Josefina Pla, Augusto Roa Bastos, які відновлювали парагвайську літературу.
Його вважають важливим парагвайським поетом ХХ століття. Бразильський критик Вальтер Вей написав у 1951 році:

"Зірка молодого поета мужня і сильна, а його грубий і низький рівень вібрації допомагає йому в трагічних темах насильницької смерті та голоду... ми впевнені, що його посил, який тільки дозріває, відкриє нам щось дивовижне".     

## Кар'єра
Був комуністичним бойовиком.
Після закінчення Парагвайської громадянської війни в 1947 був змушений у двадцятирічному віці відмовитися від багатьох інших країн, які назвав "nuestra profunda tierra".
Жив на засланні в Аргентині і ніколи не забував про батьківщину чи близьких людей.
Повернувся до Парагваю після повалення влади генерала Альфредо Стресснера і працював на численних дипломатичних посадах, зокрема в посольстві Парагвая в Буенос-Айресі.
Виконував редакційну роботу та виступав на концертах іконференціях в різних культурних центрах Америки та Європи.

Гватемальський романіст Мігель Анхель Астуріас, лауреат Нобелівської премії з літератури в 1967, у вступі до книги "El sol bajo las raices" написав про творчість Ельвіо Ромеро:  

"Те, що характеризує поезію Ельвіо Ромеро, — це його аромат землі, дерева, води та сонця, а також суворість, з якою він розглядає ці теми, що жодним чином не погіршує його легкість у віршах та бажання інтерпретувати драму радісної природи та смуток своєї країни. Існування, характерне для багатьох наших країн. Його теми настільки глибокі і вірні людині та її проблемам, отже, універсальні. Я називаю цю поезію неправильною. Неправильна поезія - для життя, для життєвої гри та вогню. Але не життя, яке бачать європейці, якого завжди бракує у порівнянні з нашим магічним та чудовим світом, але таким, яким ми його бачимо. Ельвіо Ромеро, як і всі справжні поети в Америці, не повинен жити своєю уявою в порожньому світі, цей світ вже існує".

## Життя у вигнанні
Ромеро пише: 

"Під час тривалого вигнання мені довелося багато чого пережити. Мої близькі, мої друзі та незнайомі приходили до мене, в мій будинок на вигнані, приносячи аромати далеких речей, що наближали мене думками до моєї пенсії.
Я поділяв боротьбу мого народу за свою свободу, я жив, звертаючи увагу на боротьбу, протагонізовану тисячами учасників бойових дій, які обережно готували прихід нації. І мій спів формувався між яскравими та меланхолійними піднесеностями тих вогнів і тіней, які, навпаки, засмучують душу. Я не знаю, чи швидко, чи пізно, але я зрозумів, що повинен зібрати в своїй поезії всі стани, настрої, що виходили з того смутку і захоплення. Тож я відкрив усі вікна, щоб усі вітри на світі потрапили в них, і ось так я міг зібрати все листя бойового вогню. Усі мої почуття, всі вони змішані, і ось звідти вийшов золотий голуб, що летить на мої теплі пристрасті та уяву."     

## Поетичні твори
| Рік  | Твори                        |
| ---- | ---------------------------- |
| 1948 | ”Días roturados”             |
| 1950 | ”Resoles áridos”             |
| 1953 | ”Despiertan las fogatas”     |
| 1956 | ”El sol bajo las raíces”     |
| 1961 | "De cara al corazón"         |
| 1961 | ”Esta guitarra dura”         |
| 1966 | ”Libro de la migración”      |
| 1967 | ”Un relámpago herido”        |
| 1970 | "Лос невмінні речі"          |
| 1975 | "Десьєрро і атардесер"       |
| 1977 | ”El viejo fuego”             |
| 1984 | ”Los valles imaginarios”     |
| 1994 | ”Flechas en un arco tendido” |

## Відмінність
Ельвіо Ромеро є автором книги "Мігель Ернандес, доля та поезії" та "El poeta y sus encrucijadas" (1991), твору за який отримав Національну премію з літератури.
Співпрацював з газетою «Ultima Hora» в Асунсьйоні, та з різними культурними виданнями Аргентини.
Живучи в Буенос-Айресі (Аргентина), мав дипломатичні виступи в культурному центрі посольства Парагвая в Буенос-Айресі.
Помер у травні 2004.